# 筒井紘一
筒井 紘一（つつい ひろいち、1940年9月24日 - ）は、日本の茶道研究家。号は宗紘、如是庵。
福岡県生まれ。早稲田大学文学部東洋哲学科卒業。同大学院研究科修士課程日本文学専攻修了。文学博士。京都文化短期大学助教授、京都学園大学人間文化学部教授などを経て、京都府立大学客員教授。今日庵文庫長、茶道資料館副館長、茶書研究会会長。一般社団法人文化継承機構の代表理事。2022年、文化庁長官表彰。

## 著書
- 『茶書の系譜』文一総合出版、1978年11月。
- 『茶の湯名言集』淡交社〈茶道文化選書〉、1980年9月。
  - 『茶の湯名言集』（新装版）淡交社〈茶道文化選書〉、2006年。
- 『茶人の逸話』淡交社、1984年8月。
- 『茶の心・南方録をよむ』（筒井紘一 述、朝日カルチャーセンター講座カセット）、1984年8月。
- 『名器がたどった歴史』主婦の友社〈茶の湯案内シリーズ 6〉、1984年9月。
- 『茶の湯事始 初期茶道史論攷』講談社、1986年9月。
  - 『茶の湯事始 初期茶道史論攷』講談社〈講談社学術文庫〉、1992年1月。
- 『山上宗二記を読む』淡交社、1987年5月。
- 『茶人と名器』主婦の友社〈茶の湯案内シリーズ〉、1989年4月。
- 『利休茶話』学習研究社、1989年5月。
- 当世茶事おぼえがき 『茶湯一会集』に学ぶ 淡交社 1991.7
- 懐石の研究 わび茶の食礼 淡交社 2002.9
- 茶書の研究 数寄風流の成立と展開 淡交社 2003.9
- すらすら読める南方録 講談社 2003.11
- 茶の湯百人一首 淡交社 2004
- 茶人交友抄 淡交社 2011
- 南方録〈覚書・滅後〉 淡交社 2012（現代語でさらりと読む茶の古典）
- 新島八重の茶事記 小学館 2013
- 利休の逸話 淡交社 2013
- 茶道具は語る　記憶に残る茶事を催すコツ 淡交社 2013
- 茶窓間話 淡交社 2014（現代語でさらりと読む茶の古典）
- 知って得する茶道のいろは　淡交社・淡交新書 2014
- 利休の茶会 角川選書 2015
- 平成茶道記　現代数寄者の茶事・茶会 淡交社 2016
- 利休聞き書き「南方録覚書」全訳注 講談社学術文庫 2016
- 茶湯一会集 淡交社 2017（現代語でさらりと読む茶の古典）
- 茶の湯百人一首 淡交社・淡交新書 2017
- 茶の湯と仏教　僧侶の事跡から辿る 淡交社 2019
- 利休の懐石 角川選書 2019

### 共編著
- 『原色茶道大辞典』淡交社、1975年。
- 茶の湯の古典 2 茶話指月集 藤村庸軒述 久須美疎安記（校訂訳注）世界文化社 1990.12
- 茶掛を読む 3 茶人の書 角田恵理子共編著 講談社 1997.6
- 茶の湯を学ぶ もてなしの芸術の歴史と美 千宗之、神津朝雄共著 角川書店 1999.5 (美と創作シリーズ)
- 懐石と菓子 淡交社 1999.10 (茶道学大系)
- 茶能歳時記 茶と幽玄の出会い 筒井曜子共著 淡交社 2001.3
- 茶の古典 淡交社 2001.4 (茶道学大系)
- 美術商が語る思い出の数寄者 淡交社 2015
- 神屋宗湛日記 淡交社 2020「茶書古典集成5」